# Shandong (provincie)
Shandong is een kustprovincie aan de oostkust van China. De naam Shandong betekent letterlijk "oostkant van de bergen". De provincie ligt aan het eind van het stroomgebied van de Gele Rivier aan de Gele Zee. Shandong heeft vanaf vroege tijden een belangrijke rol gespeeld in de ontwikkeling van China. Confucius werd hier geboren. Een aantal plaatsen langs de kust vielen eind 19de eeuw tijdelijk onder controle van vreemde mogendheden (Duitsland en Engeland). 
Tegenwoordig is het een van de rijkste provincies van China. Shangdong is het grootste wijnbouwgebied van Oost-China.

## Klimaat
In de zomer en herfst regent het veel, terwijl de winters vrij droog zijn. Over het hele jaar valt er gemiddeld tussen de 500 mm en 1000 mm neerslag en de gemiddelde jaarlijkse temperatuur ligt tussen de 11 en 14 graden Celsius.

## Geschiedenis
Shandong heeft een geschiedenis van meer dan 5000 jaar en wordt gezien als bakermat van de Chinese cultuur. De provincie is ook de geboortestreek geweest van een aantal belangrijke personen uit de geschiedenis, onder wie Confucius. Het boeddhisme werd hier in het jaar 412 geïntroduceerd. In 1996 werd een archeologische schat van meer dan 200 boeddhistische beelden gevonden, waarschijnlijk begraven omdat de toenmalige keizer (tijdens de Song-dynastie) de voorkeur gaf aan taoïsme in plaats van het boeddhisme.
Shandong werd in 1668 verwoest door een aardbeving met een magnitude van 8,5 Ms, met het epicentrum nabij Linyi, waarbij 43.000 tot 50.000 mensen omkwamen.
In 1897 greep het Duitse Keizerrijk de moord in China op twee Duitse missionarissen aan om genoegdoening te eisen in de vorm van een marinebasis. De keizerin-weduwe Cixi moest hiertoe een concessie verlenen voor 99 jaar. De Duitse marine nam de vissershaven Qingdao over. In 1919 werd deze Duitse marinehaven door de Conferentie van Versailles toegewezen aan Japan, tot woede van China. Vooral onder jonge Chinezen leidde dit tot een sterk anti-westerse stemming.

## Bezienswaardigheden
Er bevindt zich in de provincie een aantal bezienswaardigheden:
- Tijdens opgravingen bij Dawenkou en Dinggongcun werd een aantal kleien potten ontdekt waarop de vroegste Chinese taal te zien is.
- De ruïnes van de stad Longshan, die beschouwd wordt als de eerste Chinese stad.
- Het oudste stuk van de Grote Muur, gebouwd tijdens de Qi-dynastie.
- De tempel, het woonhuis en de begraafplaats van Confucius in Qufu.
- De bergen Taishan en Laoshan; ook de zeezijde van het schiereiland Jiaodong is een veel bezochte plek.
- Jinan, de hoofdstad van Shandong, is een van China's meest bekende steden op het gebied van cultuur en historie. Er bevinden zich enkele natuurlijke bronnen.
- Shandong wordt ook gezien als de provincie waar voor China het pottenbakken, het porselein en de zijdecultuur zijn ontstaan. Reizend door de provincie komen toeristen lang de klokken en horloges van Yantai, het porselein van Zibo, de vliegers van Weifang en het bier van Qingdao (tsingtao-bier).

## Ligging
Ligging van Shandong ten opzichte van andere provincies;
| Aangrenzende provincies | Aangrenzende provincies | Aangrenzende provincies | Aangrenzende provincies | Aangrenzende provincies |
| ----------------------- | ----------------------- | ----------------------- | ----------------------- | ----------------------- |
| Hebei                   |                         |                         |                         |                         |
|                         |                         |                         |                         |                         |
|                         |                         |                         |                         |                         |
|                         |                         |                         |                         |                         |
| Henan                   |                         | Jiangsu                 |                         |                         |

## Bestuurlijke indeling
De bestuurlijke indeling van Shandong ziet er als volgt uit:
| Kaart                 | Nr.       | Naam   | Hanzi         | Hanyu Pinyin |
| --------------------- | --------- | ------ | ------------- | ------------ |
|                       |           |        |               |              |
| Subprovinciale steden |           |        |               |              |
| 1                     | Jinan     | 济南市 | Jǐnán Shì     |              |
| 2                     | Qingdao   | 青岛市 | Qīngdǎo Shì   |              |
| Stadsprefecturen      |           |        |               |              |
| 3                     | Binzhou   | 滨州市 | Bīnzhōu Shì   |              |
| 4                     | Dezhou    | 德州市 | Dézhōu Shì    |              |
| 5                     | Dongying  | 东营市 | Dōngyíng Shì  |              |
| 6                     | Heze      | 菏泽市 | Hézé Shì      |              |
| 7                     | Jining    | 济宁市 | Jìníng Shì    |              |
| 8                     | Zibo      | 淄博市 | Zībó Shì      |              |
| 9                     | Liaocheng | 聊城市 | Liáochéng Shì |              |
| 10                    | Linyi     | 临沂市 | Línyí Shì     |              |
| 11                    | Rizhao    | 日照市 | Rìzhào Shì    |              |
| 12                    | Tai'an    | 泰安市 | Tài'ān Shì    |              |
| 13                    | Weifang   | 潍坊市 | Wéifāng Shì   |              |
| 14                    | Weihai    | 威海市 | Wēihǎi Shì    |              |
| 15                    | Yantai    | 烟台市 | Yāntái Shì    |              |
| 16                    | Zaozhuang | 枣庄市 | Zǎozhuāng Shì |              |

## Steden in provincie Shandong
- Anqiu
- Binzhou
- Dezhou
- Gaomi
- Jiaozhou
- Jinan (hoofdstad)
- Laizhou
- Leling
- Linqing
- Qingdao

- Qixia
- Rushan
- Shouguang
- Weifang
- Weihai
- Wendeng
- Yantai
- Yanzhou
- Zaozhuang
- Zibo

## Geboren
- Gao Fenghan (1683-1749), kunstschilder en dichter